# Petrus de Cruce
Petrus de Cruce (Pietro della Croce; fl. XIII secolo) è stato un compositore e teorico della musica francese attivo nell'ultima parte del XIII secolo.
Il suo maggiore contributo fu nel sistema della notazione musicale.   

## Biografia
Compositore del XIII secolo, teorico e studioso, Petrus de Cruce nacque, molto probabilmente, ad Amiens o nelle sue vicinanze, nel centro-nord della Francia. Poco si sa sui primi anni della sua vita se non che era attivo attorno al 1290. Egli ebbe il titolo di magister ad indicare che probabilmente studiò all'università della Sorbona a Parigi. Per dare alcuni cenni sulla sua permanenza a Parigi, si può dire che fu allievo di Francone da Colonia. È certo che egli compose, nel 1298, un lavoro monofonico per la cappella reale di Parigi e che negli anni 1301-1302 prestava servizio alla corte del vescovo di Amiens come membro della cappella reale. Petrus morì prima del 1347 data nella quale fu fatto il primo inventario dei beni della cattedrale di Amiens, dal quale risulta la presenza di un manoscritto polifonico da lui lasciato alla chiesa. Suoi contemporanei dissero bene del suo operato. Il teorico musicale Jacopo di Liegi disse di lui: "quel musicista pratico e degno che compose così tanti bei pezzi di polifonia mensurale seguendo i precetti di Francone da Colonia."

## Contributi sulla teoria musicale
La notazione mensurale si sviluppò nel corso del XIII secolo, quando per varie ragioni, la vecchia notazione divenne inadeguata con l'avvento della polifonia. L'innovazione non fu dovuta al fatto che con il nuovo sistema essa occupava meno spazio sullo spartito ma per la possibilità di assegnare un valore ben definito a ciascuna nota. L'inizio di questa nuova soluzione fu dato da Francone che nel suo trattato Ars cantus mensurabilis (c. 1250-1280). Al giorno d'oggi abbiamo una certa familiarità con questo sistema, che assegna alla doppia-longa, longa, breve e semibreve i valori delle note in contrapposizione del triplo gruppo della notazione precedente. In quella notazione la doppia era sempre pari a due longa, ma una longa poteva essere perfetta e pertanto valere tre brevi o imperfetta e valere due brevi. Questo dipendeva dalla sequenza delle note. La breve era la nota equivalente all'unità nella notazione mensurale. Così il tempo perfetto era equivalente a tre unità ed il tempo imperfetto era equivalente a due unità. In teoria una breve poteva valere tre semibrevi o due nella notazione di Francone, ma se il valore era due la rimanente avrebbe avuto lunghezza doppia. Per risolvere questo grosso problema occorrerà attendere fino a Philippe de Vitry che nel 1322 codificò il concetto di prolazione nella sua Ars nova.
Dal 1280, la tripla (la parte più acuta del mottetto ed altri pezzi polifonici) si muoveva più rapidamente ed indipendentemente da prima, con il canto gregoriano basato sul tenor che si muoveva lentamente a supporto delle parti. Sin da quando i compositori vollero mantenere il ritmo delle frasi nella tripla, essi cercarono un modo per dividere il tempo in più di tre semibrevi, che nella notazione moderna vorrebbe dire (terzina, quartina, cinquina etc.); i mottetti realizzati in questo stile prendono il nome di "Petronian". Il modo di indicare questo metodo fu quello di scrivere sopra la voce principale, in modo che il tempo fosse visibile a chi cantava la seconda voce. Questo sistema apportò delle preziose risorse agli esecutori dei canti. Petrus, che spesso divideva la sua breve in sette semibrevi, sviluppò il punto di divisione, che era un punto posto fra semibrevi per raggrupparle assieme; così una serie di cinque semibrevi intervallate da punti, indicava all'esecutore che doveva eseguirle nel tempo di una breve. Nel tardo XV e nel XVI secolo, avvennero delle grosse confusioni fra questi punti di divisione e i punti che indicavano il prolungamento del valore (punto di valore) creando problemi di trascrizione per gli editori musicali.
L'uso fatto da Petrus della divisione delle brevi apportò nello stile musicale diverse implicazioni. Con più note, le triple diventano le prominenti sulle tre voci della partitura e le altre due erano relegate ad un ruolo di supporto. Inoltre più note e quindi scritture più intricate tendevano a rallentare il ritmo delle esecuzioni. Le semibrevi erano eseguite più lentamente di quanto avrebbero dovuto, divenendo così la vera unità di misura della battuta, e la voce inferiore perdeva vivacità ritmica divenendo una pura successione di brevi e longhe.